# Список умерших в 755 году

## Февраль
- Абу Муслим, глава проаббасидского движения в Хорасане, один из лидеров Антиомейядского восстания.

## Дата смерти неизвестна или требует уточнения
- Абд ар-Рахман ибн Хабиб, магрибский военный и государственный деятель.
- Ван Тао, китайский государственный служащий и врач времен империи Тан.
- Григорий I, герцог Неаполя (739—755).
- Теодато Ипато, 4-й венецианский дож (742—755).
- Исмаил ибн Джафар, эпоним шиитского течения исмаилитов.
- Как-Йипий-Чан-Чак, правитель Саальского царства со столицей в Наранхо.
- Меагцом, 4-й император (Цемпо) Тибета (703—755).
- Чжан Сюань, китайский художник.